# Endiandra rhizophoretum
Endiandra rhizophoretum là loài thực vật có hoa trong họ Nguyệt quế. Loài này được Kosterm. ex Arifiani mô tả khoa học đầu tiên năm 2001.